# اسلی بدرالدینوویچ برهانوف
اسلی بدرالدینوویچ برهانوف (۱۹۱۵–۱۹۹۷) - بازیگر فیلم و نئاتر و کارگردان تئاتر اهل کشور شوروی و تاجیکستان بود.